# 格拉斯哥年表
格拉斯哥年表是一项拟议的对古埃及历史年表的修订。它是由跨学科研究学会格拉斯哥会议的一个工作组，在1978至1982年间首次提出的。跨学科研究学会（Society for Interdisciplinary Studies，简称SIS）是一个非盈利组织，致力于对伊曼纽尔·维里科夫斯基和其他灾变论者的伪科学著作，进行严肃的学术分析。
该年表为埃及第十八王朝所定的年代，比埃及传统的年表晚了大约五百年。

## 形成
格拉斯哥年表最初是在一次SIS会议上提出的，这次会议于1978年在格拉斯哥举行，主题为“混乱的年代？”（Ages in Chaos?）。其缺陷几乎立刻就被指了出来，到1980年代，所有最初的支持者都放弃了它，转而采用其它年表。
格拉斯哥年表接受了伊曼纽尔·维里科夫斯基在《混乱的年代》（1952年）中，提出的所有人物身份。因此，去过神州（Divine Land）的哈特谢普苏特，就相当于去过耶路撒冷所罗门的示巴女王；而哈特谢普苏特之后的图特摩斯三世，则相当于在所罗门死后洗劫耶路撒冷圣殿的示撒。因此，维里科夫斯基将埃及第十八王朝的寿命缩短了五个世纪。然而，在他随后出版的《拉美西斯二世及其时代》（Ramses II and his Time，1978年）中，他把埃及第十九王朝缩短了约七个世纪，因此在第十八和十九王朝之间出现了两个世纪的空当。尽管格拉斯哥年表意图将第十九王朝的跨度缩短五个世纪，并使其自然地接续第十八王朝，但其最初的支持者认为这在历史上是站不住脚的。